# Еперне
Еперне (фр. Épernay) насеље је и општина у североисточној Француској у региону Шампањ-Арден, у департману Марна која припада префектури Еперне.
По подацима из 2004. године у општини је живело 26.000 становника, а густина насељености је износила 1146 становника/km². Општина се простире на површини од 22,69 km². Налази се на средњој надморској висини од 72 метара.

## Демографија
| 1962.  | 1968.  | 1975.  | 1982.  | 1990.  | 1999.  | 2011.  |
| ------ | ------ | ------ | ------ | ------ | ------ | ------ |
| 23.884 | 26.583 | 29.677 | 27.668 | 26.682 | 25.844 | 23.888 |

График промене броја становника у току последњих година